# Comptonova valovna dolžina
Comptonova valovna dolžina (oznaka {\displaystyle \lambda _{\rm {C}}\,}) je kvantnomehanska značilnost delca in fizikalna konstanta. Vpeljal jo je Arthur Holly Compton pri svojem opisu sipanja fotonov z elektroni (Comptonov pojav). Comptonova valovna dolžina delca je enaka valovni dolžini fotona, katerega energija je enaka energiji mirovne mase delca. Podana je z enačbo:
{\displaystyle \lambda _{\rm {C}}={\frac {h}{mc}}\!\,,}
kjer je:
- {\displaystyle h\,} Planckova konstanta,
- {\displaystyle m\,} mirovna masa delca,
- {\displaystyle c\,} hitrost svetlobe v vakuumu.

Vrednost CODATA 2006 za Comptonovo valovno dolžino elektrona (oznaki {\displaystyle \lambda _{\rm {C}}^{\rm {e}}\,} ali {\displaystyle \lambda _{\rm {e}}\,}) je 2,4263102175(33)×10−12 m. Drugi osnovni delci imajo različno Comptonovo valovno dolžino.

## Reducirana Comptonova valovna dolžina
Manjša reducirana Comptonova valovna dolžina je enaka:
{\displaystyle {\overline {\lambda }}_{\rm {C}}={\frac {\lambda _{\rm {C}}}{2\pi }}={\frac {\hbar }{mc}}\!\,.}
Reducirana Comptonova valovna dolžina je naravna predstavitev mase na kvantnem nivoju. Kot taka se pojavlja v mnogih osnovnih enačbah kvantne mehanike. Pojavlja se v relativistični Klein-Gordonovi enačbi za prosti delec:
{\displaystyle \square \ \psi ={\frac {1}{{\overline {\lambda }}_{\rm {C}}^{2}}}\psi \!\,.}
Pojavlja se v Diracovi enačbi:
{\displaystyle -i\gamma ^{\mu }\partial _{\mu }\psi +{\frac {1}{{\overline {\lambda }}_{\rm {C}}}}\psi =0\!\,,}
kar je kovariantna oblika preko Einsteinovega zapisa.
Reducirana Comptonova valovna dolžina se pojavlja tudi v Schrödingerjevi enačbi, čeprav je v običajni predstavitvi enačbe zakrita. Tradicionalna oblika Schrödingerjeve enačbe za elektron v atomu, podobnem vodikovem, je:
{\displaystyle i\hbar {\frac {\partial }{\partial t}}\psi =-{\frac {\hbar ^{2}}{2m}}\nabla ^{2}\psi -{\frac {1}{4\pi \varepsilon _{0}}}{\frac {Ze_{0}^{2}}{r}}\psi \!\,.}
Če jo delimo s {\displaystyle \hbar c\,} in jo zapišemo s konstanto fine strukture, velja:
{\displaystyle {\frac {i}{c}}{\frac {\partial }{\partial t}}\psi =-{\frac {{\overline {\lambda }}_{\rm {C}}}{2}}\nabla ^{2}\psi -{\frac {\alpha Z}{r}}\psi \!\,.}

## Povezava z drugimi konstantami
Reducirana Comptonova valovna dolžina elektrona spada med trojico podobnih enot za dolžino. Drugi dve sta Bohrov polmer {\displaystyle r_{\rm {B}}\,} in klasični polmer elektrona {\displaystyle r_{\rm {e}}\,}. Reducirana Comptonova valovna dolžina elektrona je definirana z mirovno maso elektrona {\displaystyle m_{\rm {e}}\,}, Planckovo konstanto {\displaystyle \hbar \,} in hitrostjo svetlobe {\displaystyle c\,}. Bohrov polmer je definiran z {\displaystyle m_{\rm {e}}\,}, {\displaystyle \hbar \,} in osnovnim nabojem {\displaystyle e_{0}\,}. Klasični polmer elektrona je definiran z {\displaystyle m_{\rm {e}}\,}, {\displaystyle c\,} in {\displaystyle e_{0}\,}. Vsako od teh treh dolžin lahko zapišemo z drugima dvema s pomočjo konstante fine strukture {\displaystyle \alpha \,}:
{\displaystyle r_{\rm {e}}=\alpha {\overline {\lambda }}_{\rm {e}}=\alpha ^{2}r_{\rm {B}}\!\,.}
Nereducirana Comptonova valovna dolžina elektrona je povezana z Rydbergovo konstanto:
{\displaystyle 2R_{\infty }={\frac {\alpha ^{2}}{\lambda _{\rm {e}}}}\!\,.}